# Médias en République centrafricaine
En République centrafricaine, les médias sont représentés par la presse écrite, la chaîne de télévision publique et la chaîne privée, une radio publique, des radios privées humanitaires, communautaires, religieuses et internationales et internet.

## Télévision

### Hertzienne
La télévision publique – Télévision . Centrafricaine (TVCA) émet en ondes hertziennes (11018.67 Mhz). À cause du manque de moyens, les émissions de la Télévision nationale sont limitées, entre autres, aux activités du gouvernement, aux informations, à la musique et aux programmes religieux.

### Satellite
Deux bouquets de télévision par satellite (Canalsatellite et Startimes) sont disponibles en RCA, mais ils ne sont accessibles qu’à une catégorie aisée de la population centrafricaine. La télévision publique et la seule télévision privée, Tropic TV, sont également captées sur les deux bouquets.

## Télécommunications
Pour les communications téléphoniques, Bangui est reliée par satellite avec la France, le Royaume-Uni, les États-Unis et la Grèce. La République a des liaisons radiotéléphoniques, télégraphiques et télex avec Paris. En 2003, il y avait environ deux téléphones fixes pour 1 000 personnes ; environ 1 200 personnes étaient sur une liste d'attente pour l'installation du service téléphonique. La même année, environ 10 téléphones portables étaient utilisés pour 1 000 personnes. En 2017, on estime le nombre de lignes mobiles à 3 millions pour 5,5 millions d'habitants.

## Radio
Radio Centrafrique est une entreprise publique. Radio Notre Dame est tenue par l'église catholique romaine et Radio Ndeke Luka est soutenue par la Fondation Hirondelle. En 2002, il y avait 5 stations radio FM et une AM. En 2003, il est estimé que 80 radios couvraient 1000 personnes.

## Presse papier
Le premier quotidien de la nation, contrôlé par le gouvernement est le E Le Songo, crée en 1986. Son tirage en 1995 était de 2 000 exemplaires. La Centrafrique Presse a été créée par le gouvernement en 2001 pour refléter les vues du MLPC au pouvoir. Echo de CentrAfrique est un quotidien privé mais semble lié au parti au pouvoir.
Le Citoyen, Be Afrika et Le Democrate sont les journaux privés les plus lus; cependant, de nombreux journaux privés publient de manière sporadique. L'agence de presse officielle est l' Agence Centrafricaine de Presse. Le bulletin de l'Agence Centrafricaine de Presse (ACAP) paraît sporadiquement.

## Internet
Faute d'infrastructure, Internet reste confidentiel et seul 5% des centrafricains y ont accès même si certain sites, comme celui de RJDH, offre une couverture complète de l'actualité nationale.

## Régulation

### Gouvernement
La République centrafricaine dispose d’un ministère chargé de la communication. Ce ministère veille à la bonne marche de tous les médias du pays.

### Haut Conseil de la communication
Le Haut Conseil de la communication (HCC) a pour mission de garantir et d’assumer la protection de la presse, de veiller au respect de la déontologie en matière d’information et de communication. Il s'assure que les organes de presse écrite et les programmes des services de radiodiffusion et de télévision ne contiennent aucune incitation à la haine ou à la violence.

### Liberté d'expression
La Constitution de la République centrafricaine garantit la liberté d'expression et de la presse. En 2000, le président a dissous le High Broadcast Council, qui avait été créé pour réglementer les médias. Cependant, le gouvernement semble toujours contrôler une grande partie des médias et leurs contenus. La RCA a été notée 132 sur 180 pays dans le classement de la liberté de la presse par Reporters sans frontières.